# 용산 푸르지오 써밋
용산 푸르지오 써밋(영어: Yongsan Prugio Summit)은 대한민국 서울특별시 용산구 한강로동에 위치한 아파트와 오피스 건물이다. 주거동과 업무동으로 구성되어 있으며 오피스텔 최고 39층, 155m와 아파트 최고 38층, 150m로 구성되어 있다. 건설 이전에는 상가 건물이었지만, 이후 상가 건물들을 철거하고 아파트 및 오피스와 오피스텔 분양을 했다. 2014년에 착공하여 2017년에 완공하였고 8월에 개장하였다.

## 특징

### 아파트 특징
타워형 아파트는 39층 높이 랜드마크이며 총 151세대, 총 1개동, 총 39층, 개별난방으로 구성되어 있다. 자연연못과 옥상정원이 있고 고층의 창문은 저층, 중층보다 작고 옥상에는 헬기 착륙이 가능한 것이다.

### 오피스 특징
오피스는 총 650세대, 총 1개동, 총 39층, 중앙난방, 도시가스로 구성되어 있다. 사무실 임대가 가능하고 오피스텔의 입주가 가능하고 옥상에는 헬기 착륙이 가능하다. 업무동은 외벽디자인이며 커튼월 시스템을 통한 외장설계와 태양광 시스템의 외벽 적용한 디자인이다.

## 시설

### 아파트 시설
주거동의 시설에는 지하주차장, 판매시설, 주민공동시설, 아파트로 구성되어 있다. 지하 9층 ~ 지하 2층은 지하주차장, 지하 1층 ~ 지상 3층은 판매시설, 4층은 주민공동시설, 5층 ~ 38층까지는 아파트가 있다.
| 층수                | 시설           |
| ------------------- | -------------- |
| 5층 ~ 38층          | 아파트         |
| 4층                 | 주민공동시설   |
| 1층 ~ 3층           | 로비, 판매시설 |
| 지하 1층            | 판매시설       |
| 지하 7층 ~ 지하 2층 | 지하주차장     |

### 오피스 시설
업무동의 시설에는 지하주차장, 판매시설, 오피스, 오피스텔으로 구성되어 있다. 지하 9층 ~ 지하 2층은 지하주차장, 지하 1층 ~ 지상 3층은 판매시설, 오피스, 4층부터 14층은 오피스, 15층부터 39층까지는 오피스텔이 있다.
| 층수                | 시설           |
| ------------------- | -------------- |
| 15층 ~ 39층         | 오피스텔       |
| 3층 ~ 14층          | 오피스         |
| 1층 ~ 3층           | 로비, 판매시설 |
| 지하 1층            | 판매시설       |
| 지하 9층 ~ 지하 2층 | 지하주차장     |

## 대중문화
- 웹툰 비질란테에 ABC 방송국이 나온다.

## 갤러리

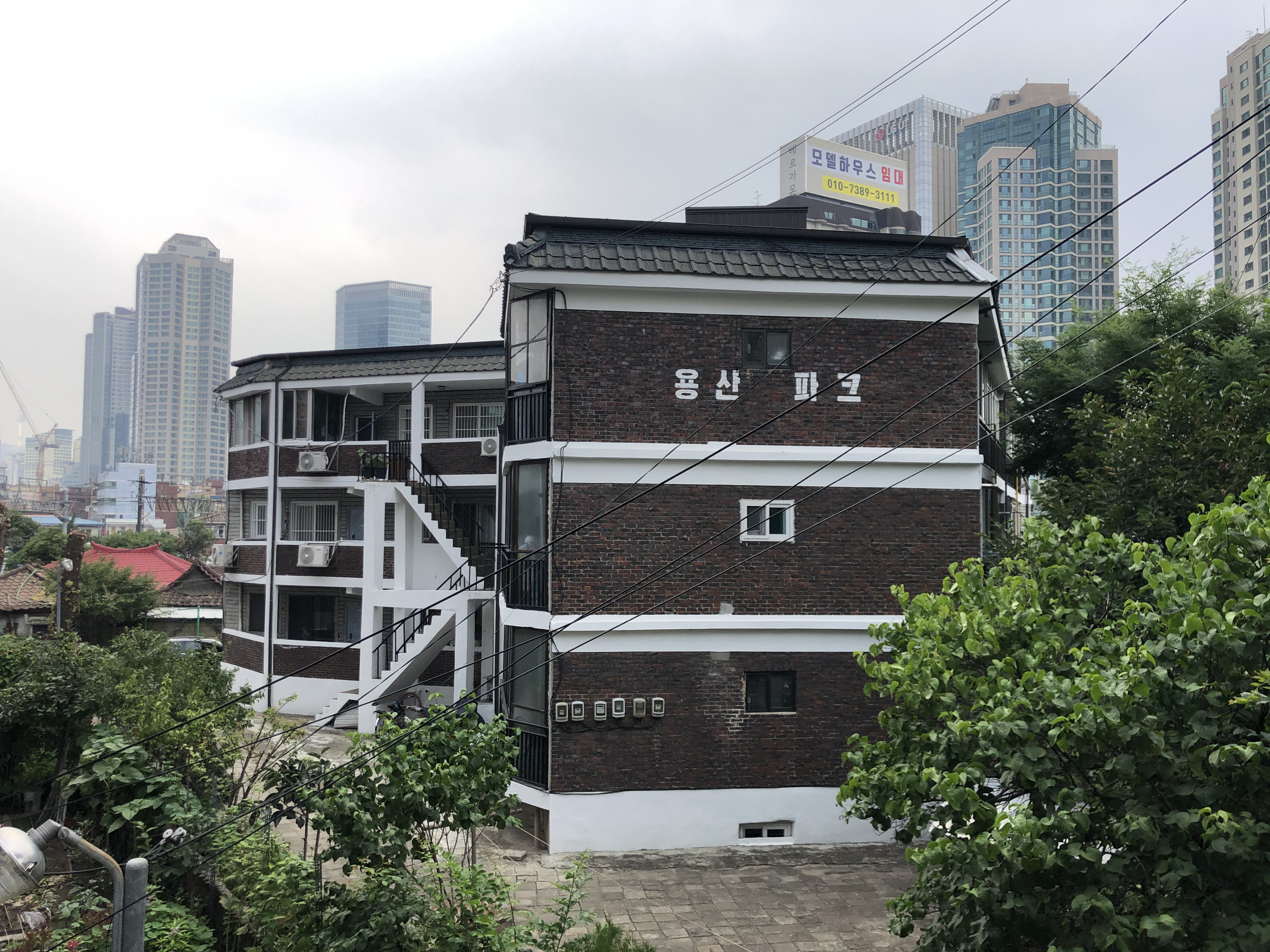

## 교통
- ● 수도권 전철 1호선 - 용산역
- ● 수도권 전철 4호선 - 신용산역

## 같이 보기
- 마천루 목록
- 대한민국의 마천루 목록
- 서울특별시의 마천루 목록